# Bouhamdane
Bou Hamdane (în arabă بوحمدان) este o comună din provincia Guelma, Algeria.
Populația comunei este de 4.394 de locuitori (2008).